# Guerre byzantino-bulgare de 913-927
Pour les articles homonymes, voir Guerre byzantino-bulgare.

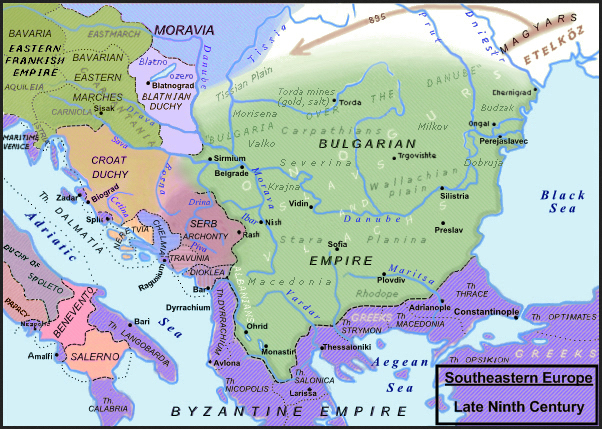
L’Europe du Sud-Est à la fin du IXe siècle.

La guerre byzantino-bulgare de 913-927 (en bulgare : Българо–византийска война от 913–927) fut provoquée par la décision de l’empereur byzantin Alexandre de cesser le paiement du tribut annuel concédé à la Bulgarie après la guerre de 894-896. Le tsar bulgare Siméon Ier de Bulgarie, qui ambitionnait non seulement d’être reconnu comme tsar à la place de l’empereur byzantin mais également de faire de Byzance et de la Bulgarie un seul empire, se servit de cette décision comme casus belli.
En 917, l’armée bulgare infligea une sévère défaite aux Byzantins à  la bataille d’Anchialos, établissant ainsi la suprématie militaire de la Bulgarie dans les Balkans. Les Bulgares défirent à nouveau les Byzantins à Katasyrtai en 917, à Pegae en 921 et devant Constantinople en 922. Durant ces campagnes, ils s’emparèrent de l’importante ville d’Andrinople en Thrace ainsi que de la capitale du thème de l’Hellade, Thèbes, s’enfonçant ainsi au cœur de la Grèce. À la suite du désastre d’Anchialos, Byzance tenta de persuader les Serbes d’attaquer la Bulgarie par l’ouest, tentative qui fut aisément déjouée par les Bulgares. En 924, Les Serbes tendirent une embuscade à une petite armée bulgare se dirigeant vers la Serbie et eurent le dessus. En représailles, la Bulgarie entreprit une campagne de grande ampleur contre la Serbie qu’elle annexa la même année.
Ses échecs sur terre firent réaliser au monarque bulgare qu’il lui faudrait disposer d’une flotte pour conquérir Constantinople. Aussi, en 922, envoya-t-il une ambassade au calife Ubayd Allah al-Mahdi Billah dans sa capitale de Mahdia pour solliciter son aide. Le calife offrit d’envoyer ses propres émissaires en Bulgarie pour négocier les termes de l’entente, mais ceux-ci furent capturés par les Byzantins près de la côte de Calabre. L’empereur Romain Ier Lécapène réussit à contrecarrer cette alliance en inondant les Arabes de cadeaux. Au moment de sa mort en mai 927, Siméon avait pris le contrôle de presque tous les territoires byzantins dans les Balkans, mais Constantinople lui échappait toujours.
En 927, les deux pays étaient épuisés par l’effort de guerre qui avait décimé leurs populations et ruiné leur économie. Après avoir succédé à Siméon, Pierre Ier de Bulgarie négocia un traité de paix qui lui était essentiellement favorable : les Byzantins le reconnaîtraient comme empereur de Bulgarie et l’Église orthodoxe bulgare deviendrait un patriarcat indépendant; de plus ils s’engageaient à lui payer un tribut annuel. Cette paix fut scellée par l’union de Pierre et de la petite-fille de Romain, Marie (renommée Irène) Lécapène. 
Il devait en résulter quarante ans de relations harmonieuses qui se traduisirent par une période de stabilité et de prospérité tant pour Byzance que pour la Bulgarie.

## Le contexte

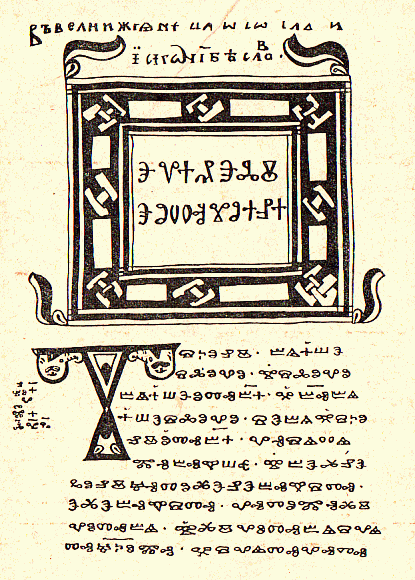
La première page de l'Évangile selon Jean (Codex Zographensis des Xe – XIe siècles, le plus ancien manuscrit avec le tétraévangile en vieux-slave).

Dans les premières années de son règne Siméon Ier (r. 893-927) s’employa à défendre les intérêts commerciaux de la Bulgarie, agrandit son territoire entre la mer Noire et le massif du Strandja et obligea l’Empire byzantin à lui verser un tribut annuel,. Le traité signé à l’issue de la guerre de 894-896 confirmait la domination bulgare sur les Balkans. Son ambition était de se voir reconnaitre le titre d’empereur et, éventuellement d’accéder au trône de Constantinople; pour cela il devait commencer par consolider son pouvoir politique, culturel et idéologique. Il commença par un ambitieux programme de construction visant à faire de sa capitale, Preslav, une ville pouvant rivaliser avec Constantinople,,. Dans ce but, il continua l’œuvre commencée par son père, Boris Ier (r. 852-889), lequel après avoir jeté les fondements d’une culture bulgare, la propagea faisant de son pays le centre littéraire et spirituel de la culture slave en Europe. Les écoles de Preslav, dont celle de littérature, créées sous Boris Ier atteignirent leur apogée sous son successeur,. C’est à cette époque que fut créé l’alphabet cyrillique, probablement par Clément d’Ohrid, premier évêque de Bulgarie.
Au cours de la guerre de 894-896 avec l’Empire byzantin, les Magyars dévastèrent le nord-est du pays, démontrant ainsi la vulnérabilité des frontières bulgares aux interventions étrangères inspirées par Byzance. Dès que la paix fut rétablie avec Constantinople, Siméon chercha à assurer les positions bulgares à l’ouest des Balkans. Après la mort du prince serbe Mutimir (r. 850-891), plusieurs membres de la famille princière se disputèrent le trône de la principauté de Serbie. Ce fut le prince Petar Gojniković (r. 892-917) qui finit par l’emporter. En 897, Siméon accepta de reconnaitre celui-ci, le plaçant sous sa protection; il devait en résulter deux décennies de paix sur la frontière occidentale. Toutefois l’allié serbe n’était guère satisfait de son rôle de vassal et chercha rapidement à assurer son indépendance.
Vu de Bulgarie, l’Empire byzantin en ce début du Xe siècle était au bord du chaos. Une tentative d’assassinat en 903 manqua de mettre un terme au règne de Léon VI le Sage (r. 886-912), lequel faillit être renversé deux ans plus tard lors d’une rébellion du commandant de l’armée d’Orient, Andronic Doukas. La situation se détériora encore plus à la suite d'un conflit opposant l’empereur et le patriarche Nicolas Mystikos au sujet du mariage de l’empereur et de sa maitresse, Zoé Karbonopsina, une quatrième union étant absolument prohibée par l’Église. Le patriarche fut finalement déposé par l’empereur en 907,.

## Extension de l’Empire bulgare en 904

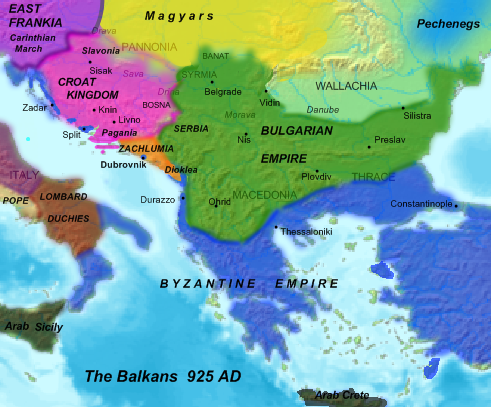
La Bulgarie à sa plus grande extension sous le règne de Siméon Ier

Après avoir terminé la conquête de la Sicile au début du Xe siècle, les Arabes commencèrent en 902 à s’en prendre à la flotte marchande byzantine et aux villes commerçantes de la mer Égée. En 904, ils s’emparèrent et pillèrent la deuxième ville de l’Empire byzantin, Thessalonique, faisant 22 000 prisonniers et laissant la ville pratiquement dépeuplée,. Siméon Ier décida de profiter de la situation et son armée parvint aux environs de la ville. La prise de Thessalonique et sa repopulation par les Bulgares auraient donné à ceux-ci un port important sur la mer Égée et auraient affermi leur domination sur les Balkans, ce qui aurait constitué une menace sérieuse pour Constantinople,.  Conscients du danger, les Byzantins envoyèrent un diplomate d’expérience, Léon Choirosphaktès négocier une solution. On ignore l’issue des négociations; seule nous est restée une lettre de l’ambassadeur à Léon VI dans laquelle celui-ci se vante d’avoir convaincu les Bulgares de ne pas s’emparer de la cité, mais sans autre précision. Toutefois, une inscription trouvée près du village de Narash, près de Thessalonique, atteste que, depuis 904, la frontière entre les deux pays ne se trouvait qu’à vingt kilomètres au nord . Au terme des négociations cependant la Bulgarie se vit reconnaitre la possession des territoires conquis pendant le règne du khan Presian Ier (r. 836-852) et étendit ses frontières plus au sud, s’emparant de la presque totalité de la région,,. La partie occidentale de la frontière bulgaro-byzantine partait ainsi de la montagne Falakró, longeait la ville de Serres qui se trouvait du côté byzantin, pour se diriger ensuite vers le sud-ouest vers Narash, traversait le Vardar au village aujourd’hui appelé Axiohori, franchissait le massif Páiko, passait à l’est d’Édesse à travers le Vermion et  l’Askio pour traverser le fleuve Haliacmon au sud de la ville de Kostur, laquelle se trouvait sur le côté bulgare, et après avoir franchi les monts Gramos, suivait la rivière Aoos (ou Vjosa) jusqu’à ce qu’elle rejoigne la Drino, pour finalement tourner vers l’ouest et rejoindre l’Adriatique près de la ville d’Himarë,.

## Le début de la guerre et le «couronnement» de SiméonIer

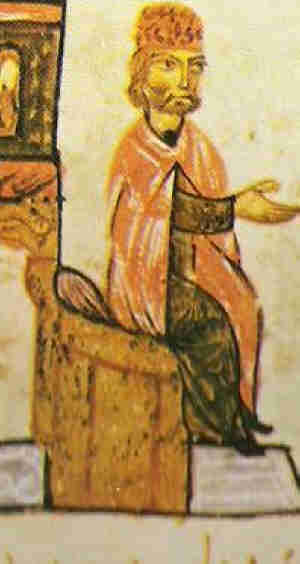
Siméon de Bulgarie d’après la chronique de Jean Skylitzès.

Après la mort de Léon VI en 912, son frère Alexandre (r. 912-913) monta sur le trône et se mit immédiatement à renverser diverses politiques de son prédécesseur en plus de rappeler Nicolas Mystikos comme patriarche. Tel que requis par le protocole de l’époque, Siméon envoya des ambassadeurs à Constantinople pour confirmer les traités de paix à la fin de 912 ou au début de 913. Selon le chroniqueur byzantin Théophane continué, Siméon informa le nouvel empereur qu’il était disposé à maintenir la paix "pour autant qu’il serait traité avec courtoisie et respect, comme cela avait été le cas sous le règne de Léon. Toutefois Alexandre, mu par la folie, renvoya honteusement les émissaires et proféra des menaces contre Siméon, croyant ainsi l’intimider". La paix fut alors rompue et Siméon décida de prendre les armes contre les chrétiens (c.à.d. les Byzantins),. Y voyant un casus belli, le souverain bulgare en prit outrage et déclara la guerre,. Contrairement à ses prédécesseurs, Siméon ambitionnait non seulement de se voir reconnaitre son titre d'empereur, mais aussi de s’emparer du trône de Constantinople pour créer un vaste empire bulgaro-byzantin. D’après le byzantiniste John Fine, la décision de Siméon ne fut pas provoquée par le geste hostile d’Alexandre, car il avait déjà l’intention de profiter de l’impopularité d’Alexandre à Constantinople et du fait que son successeur, Constantin VII (r. 913, règne effectif 944 - 959 ), était un jeune garçon maladif considéré par l’Église comme illégitime. Alors même que la Bulgarie se préparait à la guerre, Alexandre mourut le 6 juin 913, laissant Constantinople en pleine effervescence sous la gouverne d’un empereur-enfant, la régence étant confiée au patriarche Mystikos.
La première tâche de la régence était de dissuader Siméon d’attaquer Constantinople. Nicolas Mystikos écrivit une lettre au souverain dans laquelle, tout en louant sa sagesse, il le blâmait de s’en prendre à  « un enfant orphelin » qui n’avait rien fait pour l’insulter; ses efforts devaient s’avérer vains,. Le souverain bulgare se mit en route vers la fin juillet 913 avec une imposante armée  et atteignit Constantinople sans opposition au mois d’aout. Le chancelier byzantin, Théodore Daphnopates, devait écrire à ce sujet quinze ans plus tard : « Ce fut un tremblement de terre qui fut ressenti même par ceux qui habitaient au-delà des Colonnes d’Hercule ». Les Bulgares assiégèrent la ville, creusant des fossés de la Corne d’Or jusqu’à la Porte d’Or près de la mer de Marmara,. Ayant étudié à Constantinople, Siméon savait fort bien que les murailles de la ville étaient imprenables et que seule une attaque par la mer avait des chances de réussir; son arrivée constituait donc une démonstration de force et non une tentative pour s’emparer de la cité. Bientôt, le siège fut levé et Théodore Sigritsa, kavhan (premier ministre) de Siméon, fut envoyé négocier la paix. Siméon avait deux exigences : d’abord être couronné empereur, ensuite pouvoir donner sa fille comme épouse à Constantin VII devenant ainsi son beau-père et dès lors son tuteur,,.
À l’issue des négociations entre Théodore Sigritsa et la régence, un grand festin fut organisé en l’honneur des deux fils de Siméon au Palais des Blachernes présidé par Constantin VII lui-même. Le patriarche Nicolas Mystikos se rendit ensuite au camp des Bulgares rencontrer le souverain bulgare et son entourage,. Siméon Ier se prosterna devant le patriarche qui, au lieu d’une couronne (stemma), mit sur la tête de Siméon sa propre mitre épiscopale (epirhyptarion),,. Les chroniqueurs byzantins, hostiles à Siméon, nous présentent la chose comme un simulacre sans véritable signification. Néanmoins, des historiens modernes comme John Fine, Mark Whittow et Georges Ostrogorsky arguent que Siméon était trop expérimenté pour être dupe d’une comédie et qu’il fut véritablement couronné et reconnu comme empereur (tsar) des Bulgares. Quoi qu’il en soit, à partir de ce moment et jusqu’à sa mort, Siméon utilisera le titre d’ « Empereur des Bulgares et des Romains »,,. Les sources suggèrent également que Nicolas Mystikos agréa à la seconde condition, ce qui aurait préparé la voie à la nomination de Siméon comme coempereur et, éventuellement, empereur des Romains,,. Ayant ainsi atteint ses objectifs, Siméon retourna à Preslav en triomphe après que lui-même et ses fils eurent reçu de nombreux présents,,. Et pour marquer l’évènement, Siméon modifia l’inscription sur ses sceaux où l’on put lire par la suite : « Siméon, toi qui crées la paix, [puisse-tu régner] de nombreuses années ».

## Bataille d’Anchialos

Bataille d’Anchialos – victoire bulgare le 20 aout 917

L’accord conclu en aout 913 ne devait guère être longtemps en vigueur. Deux mois plus tard, la mère de Constantin VII, Zoé Karbonopsina revint d’exil et en février 914 elle mettait un terme à la régence du patriarche Mystikos à la suite d'une révolution de palais. Le patriarche put conserver sa position, mais dut à regret couronner Zoé comme impératrice,. Le premier geste de celle-ci fut de révoquer toutes les concessions faites au monarque bulgare par la régence, ce qui provoqua des représailles immédiates : l’armée bulgare envahit la Thrace et la Macédoine à l’été 914. En même temps, à l’ouest, les troupes bulgares pénétraient dans les régions de Dyrrhachium (aujourd’hui Durrës en Albanie) et de Thessalonique. Andrinople (aujourd’hui Edirne en Turquie), la ville la plus importante et la plus peuplée de Thrace fut assiégée et conquise en septembre, la population reconnaissant Siméon comme son souverain,. Toutefois, les Byzantins reprirent rapidement le contrôle de la ville moyennant une imposante rançon,.
Décidés à vaincre définitivement les Bulgares, les Byzantins mirent un terme à leur conflit avec le califat abbasside à l’est et tentèrent de créer une grande coalition anti-bulgare. Deux émissaires furent envoyés à Bagdad pour faire la paix avec le calife al-Muqtadir en juin 917. Ordre fut donné au strategos de Dyrrachium, Léon Rhabdouchos de négocier avec le prince serbe Petar Gojniković pour qu’il dénonce la souveraineté bulgare sur sa principauté. Toutefois, la cour de Preslav eut vent de ces négociations grâce au prince Michel de Zahumlje, allié fidèle de la Bulgarie, si bien que Siméon put prévenir une attaque imminente serbe,,. Les Bulgares réussirent également à contrecarrer les avances diplomatiques des Byzantins à la cour de Hongrie. Enfin, le général Jean Bogas fut envoyé avec de riches présents chez les Petchenègues qui habitaient les steppes du nord-est de la Bulgarie.  Mais les Bulgares avaient déjà établi de solides relations avec les Petchenègues grâce entre autres à des alliances matrimoniales, si bien que la tâche du général fut ardue. Il réussit néanmoins à convaincre quelques tribus d’envoyer de l’aide, mais la flotte byzantine refusa de les transporter de l’autre côté du Danube, probablement en raison de l’intense jalousie existant entre Bogas et son ambitieux collègue, l’amiral Romain Lécapène,.
Les Byzantins durent donc combattre seuls; au moins la paix avec les Arabes leur permit-elle de rapatrier leurs forces stationnées en Asie mineure, lesquelles furent placées sous le commandement du domestique des Scholes, Léon Focas,. Pour sa part, Siméon dont les frontières ouest et nord étaient maintenant assurées était aussi en mesure d’aligner 70 000 hommes. Les deux camps s’affrontèrent le 20 aout 917 aux alentours de la rivière Acheloos (près de la ville d'Anchialos [aujourd'hui Pomorie].  L’armée byzantine l’emportait et l’armée bulgare commençait à battre en retraite lorsque le cheval du commandant Focas s’écroula, provoquant la confusion dans les troupes byzantines dont, si l’on en croit Jean Skylitzès, le moral était fort bas. Siméon Ier qui observait le combat d’une hauteur avoisinante ordonna alors une contre-attaque et prit personnellement le commandement de la cavalerie,,. L’armée byzantine s’affola et il en résulta, dans les termes de Théophane continué, « un bain de sang tel qu’on n’en avait pas vu depuis des siècles ». Presque toute l’armée byzantine fut anéantie et seuls quelques hommes dont Léon Focas réussirent à gagner le port de Messembria,.
À nouveau, on eut recours au patriarche Mystikos pour arrêter le bain de sang. Celui-ci écrivit une lettre à Siméon Ier dans laquelle il arguait que l’attaque byzantine n’était pas destinée à détruire la Bulgarie, mais seulement à forcer celle-ci à se retirer de Thessalonique et de Dyrrachium. Il admettait toutefois que ceci ne pouvait servir d’excuse à l’invasion byzantine et demandait que, comme tout bon chrétien, Siméon pardonne les offenses de ses frères chrétiens,. Ses efforts s’avérèrent vains et les forces de Siméon pénétrèrent profondément à l’intérieur du territoire byzantin. Léon Focas leva une nouvelle armée, mais les Byzantins furent à nouveau défaits lors de la bataille de Katasyrtai, près du village du même nom aux abords de Constantinople,.

## Campagnes contre les Serbes

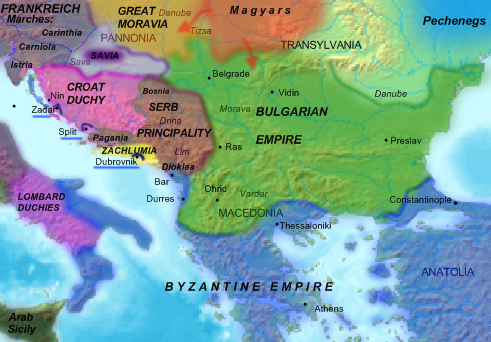
La Serbie de Petar Gojniković.

Ces deux victoires en 917 ouvraient à Siméon la route de Constantinople. Auparavant, il devait cependant  s’occuper du prince Petar Gojniković qui s’était compromis avec les Byzantin et avait accepté de faire partie d’une grande coalition anti-bulgare. Une armée fut envoyée sous le commandement du kavhan Théodore Sigritsa et du général Marmais qui réussirent à organiser une rencontre avec Petar au cours de laquelle ce dernier fut arrêté et envoyé à Preslav où il mourut en prison,, Les Bulgares remplacèrent Petar par Pavle Branović, un petit-fils du prince Mutimir qui avait vécu de longues années à Preslav; la Serbie redevenait un protectorat bulgare et le resta jusqu’en 921.
Ne renonçant pas à subordonner la Serbie, les Byzantins, en 920, envoyèrent Zharija Pribislavljević, un autre petit-fils de Mutimir défier Pavle. Zaharija fut capturé ou bien alors qu’il faisait route par les Byzantins, ou bien par Pavle  lui-même et fut livré à Siméon Ier. En dépit de ce contretemps, les Byzantins revinrent à la charge et, en lui versant une somme généreuse, s’assurèrent de son alliance. En représailles, Siméon envoya une imposante armée commandée par Zaharija qui déposa Pavle et plaça un candidat bulgare sur le trône,. La situation devait subir un nouveau revirement lorsque Zharija, qui avait été éduqué à Constantinople dont il demeurait nostalgique, changea de camp et proclama sa loyauté envers l’Empire byzantin, lançant des opérations contre la Bulgarie. En 923, ou en 924, Siméon envoya contre lui une petite armée conduite par Théodore Sigritsa et Marmais, mais ceux-ci tombèrent dans une embuscade et les deux généraux furent tués; leurs têtes furent envoyées par Zaharija à Constantinople,.
Ce geste devait provoquer une imposante action de représailles en 924. Des forces considérables furent envoyées avec un nouveau candidat, Časlav, né à Preslav d’une mère bulgare,. Les Bulgares ravagèrent la campagne et obligèrent Zaharija à chercher refuge dans le royaume de Croatie. Cette fois-ci, les Bulgares changèrent leur stratégie à l’endroit des Serbes et, après avoir convoqué tous les župans serbes, les obligèrent à prêter serment à Časlav après quoi ils les firent arrêter et les déportèrent à Preslav,. La Serbie fut annexée et devint une province de la Bulgarie, étendant ainsi les frontières du pays jusqu’à la Croatie alors à son apogée. Celle-ci constituait un dangereux voisin, mais les Bulgares jugeaient cette annexion nécessaire, les Serbes s’étant montrés à de nombreuses reprises de douteux alliés. Siméon espérait ainsi mettre un terme au cycle guerre-corruption-défection.

## Campagnes contre les Byzantins (917-922)

Le thème d’Hellade dans la Grèce du X.

La menace serbe étant ainsi écartée et le plus gros de l’armée byzantine détruit, Siméon Ier conduisit personnellement l’invasion du thème de l’Hellade, pénétrant profondément au sud pour atteindre le golfe de Corinthe. Une partie de la population chercha refuge dans l’ile d’Eubée et dans la péninsule du Péloponnèse; les autres furent, ou bien faits prisonniers, ou bien furent forcés de payer des impôts à l’Empire bulgare. La capitale du thème, Thèbes, fut capturée et ses fortifications rasées,,. On retrouve la description d’un épisode important de cette campagne dans le Strategikon de Kekaumenos, auteur byzantin du XIe siècle. Après avoir, en vain, assiégé la population d’une importante ville de l’Hellade dont le nom n’est pas mentionné, Siméon envoya quelques intrépides soldats dans la cité pour trouver les points faibles de sa défense. Ceux-ci découvrirent que les portes de la ville étaient suspendues sur des gonds placés hauts au-dessus du sol. Sur réception de leur rapport, Siméon envoya cinq hommes équipés de haches dans la ville; ceux-ci tuèrent les gardes, détruisirent les gonds et ouvrirent les portes à l’armée bulgare qui put ainsi s’emparer de la ville sans coup férir,.
Cette invasion devait avoir des répercussions à Constantinople où, au printemps 919, l’amiral Romain Lécapène obligea l’impératrice Zoé à se retirer dans un couvent et prit la direction du gouvernement. En avril 919, sa fille, Hélène Lecapène, épousa Constantin VII faisant ainsi de Romain Lécapène le basileopator; en septembre il était proclamé César et en décembre 919 couronné premier empereur. Ce geste provoqua la colère de Siméon qui voyait dans la personne de Romain un usurpateur  qui, simple fils de paysan arménien, lui ravissait une position qu’il considérait lui revenir de droit. Il rejeta avec dépit une offre d’alliance matrimoniale de Lécapène et refusa d’entreprendre des pourparlers de paix avant que le nouvel empereur ne quitte le pouvoir.
L’année suivante, à l’automne 920, l’armée bulgare s’enfonça profondément en Thrace, atteignant les Dardanelles et établissant son campement dans la péninsule de Gallipoli face à la ville de Lampsacus en Asie mineure,. Ceci sema la crainte à la cour de Constantinople, car si les Bulgares parvenaient à s’emparer de Lampsacus, ils pourraient fermer l’accès à la mer Égée. Encore une fois, le patriarche Mystikos proposa sa médiation, tentant d’organiser une rencontre avec Siméon Ier à Messembria, mais sans succès. En 921 les Bulgares marchèrent sur Katasyrtai près de Constantinople et les Byzantins ripostèrent par une campagne visant la ville d’Aquae Calidae (aujourd’hui Burgas sur la mer Noire). Le commandant byzantin Pothos Argyros envoya un détachement sous les ordres de Michel, fil de Moroleon, épier les mouvements de l’ennemi, mais celui-ci tomba dans une embuscade. Même s’ils infligèrent de sévères pertes aux Bulgares, les Byzantins furent défaits; Michel fut blessé et dut s’enfuir à Constantinople où il mourut,. Les généraux Menikos et Kaukanos furent ensuite envoyés vers le sud à la tête d’une armée considérable. Ils traversèrent le massif du Strandja et pillèrent la région autour de Constantinople, menaçant les palais qui se trouvaient à proximité de la Corne d’Or. Pour y faire face, les Byzantins rassemblèrent des troupes venant de différents détachements qui furent mis sous le commandement de Pothos Argyros et de l’amiral Alexis Mosele.  Les forces opposées en vinrent aux mains en mars 921 à la bataille de Pegae et les Byzantins furent mis en déroute. Pothos Argyros échappa de peu à la mort et Alexis Mosele mourut noyé en tentant de monter à bord d’un navire,. Puis, les Bulgares capturèrent la ville de Vizye et incendièrent les palais de l’impératrice Théodora situés dans le voisinage de Constantinople. Romain Ier tenta de les empêcher en envoyant des troupes conduites par Saktiklos qui attaqua le camp des Bulgares pendant que les soldats étaient partis chercher des victuailles. Aussitôt que la nouvelle se propagea, les soldats revinrent à leur camp et défirent les Byzantins dont le commandant mourut de ses blessures la nuit suivante .

## Tentative d’alliance bulgaro-arabe

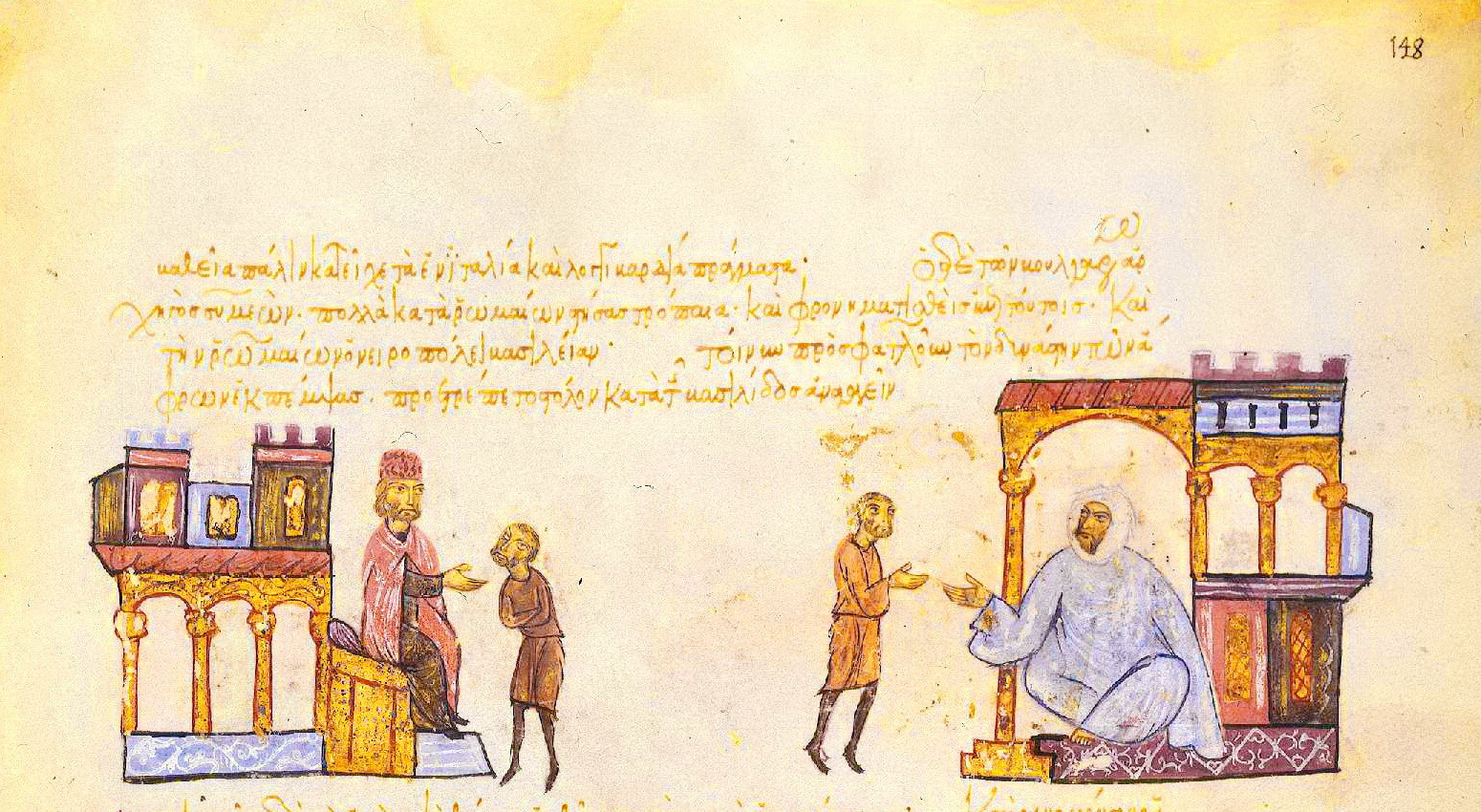
Siméon Ier envoie des émissaires chez le calife fatimide (Chronique de Jean Skylitzès)

Les Bulgares contrôlaient en 922 la presque totalité de la péninsule des Balkans; toutefois, le principal objectif de Siméon Ier n’était toujours pas atteint. Conscient qu’il ne pourrait s’emparer de Constantinople sans une flotte, le monarque bulgare envoya des émissaires auprès d’Ubayd Allah al-Mahdi (r. 909-934), premier calife fatimide,,. Celui-ci régnait sur la majeure partie de l’Afrique du Nord et constituait une menace permanente pour les possessions byzantines du sud de l’Italie. Bien qu’un traité de paix ait été conclu en 914 entre les deux parties, les Fatimides avaient repris leurs attaques contre les côtes italiennes. Les Bulgares envoyèrent donc des ambassadeurs auprès du calife en passant par la Zachlumie où régnait leur allié Michel.  Siméon proposait une attaque conjointe contre Constantinople, les Bulgares attaquant par terre, les Fatimides par mer; les conquêtes seraient partagées entre les deux, les Bulgares gardant Constantinople, les Fatimides les territoires byzantins de Sicile et d’Italie du sud,.
Al-Mahdi accepta cet arrangement et envoya ses propres émissaires pour discuter des détails. Sur le chemin du retour, le navire transportant les émissaires fut capturé par les Byzantins et les ambassadeurs bulgares et arabes envoyés à Constantinople,. Les Bulgares furent mis en prison, alors que les Arabes furent renvoyés chez eux les mains pleines de présents à l’intention du calife. Les Byzantins envoyèrent alors leurs propres ambassadeurs pour surenchérir et dissuader les Arabes d’intervenir, ce qu’Al-Mahdi accepta. Une nouvelle tentative de Siméon auprès des Arabes abbasides cette fois a été rapportée par l’historien al-Mas'ûdî dans son livre « Les Prairies d’or ». Une expédition du califat abbaside sous les ordres de Thamal al-Dulafi débarqua sur la côte de la mer Égée en Thrace où les Bulgares prirent contact avec eux et envoyèrent des émissaires à Tarse. Toutefois, cette nouvelle tentative ne semble pas avoir produit de résultats concrets,.

## Les dernières années de la guerre

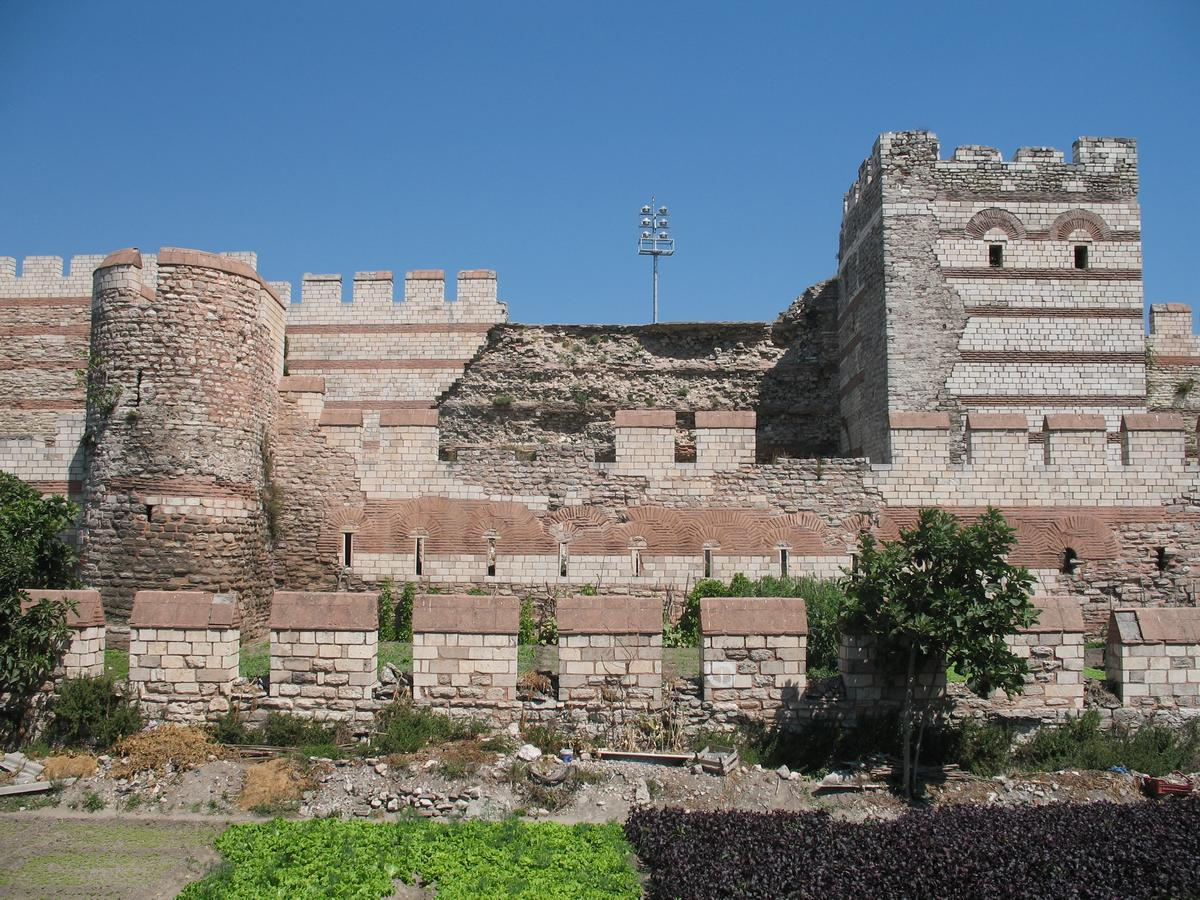
Les murailles de Constantinople qui résistèrent pendant des siècles aux envahisseurs.

Après avoir ainsi échoué dans sa tentative de s’allier avec les Arabes, Siméon Ier en septembre 923, ou 924, revint en Thrace byzantine. À nouveau il ravagea les alentours de Constantinople, incendiant l’église Sainte-Marie-de-la-Source et dressant son camp devant les murailles de la cité. Il exigea alors une entrevue avec Romain Ier pour conclure une trêve temporaire afin de contrer la menace serbe. Souhaitant mettre un terme rapide aux hostilités, les Byzantins acceptèrent. Avant la rencontre, les Bulgares, qui se souvenaient de la tentative d’assassinat perpétrée contre Krum au même endroit un siècle plus tôt, inspectèrent soigneusement la plateforme dressée pour l’occasion dans le faubourg de Kosmidion.
Romain Ier arriva d’abord, puis vint Siméon, à cheval et entouré de guerriers d’élite criant : « Gloire à Siméon, l’empereur ». D’après les chroniques byzantines, les deux monarques s’embrassèrent, puis Romain Ier requit de Siméon Ier que celui-ci cesse de faire couler le sang des chrétiens dans une guerre inutile avant de se lancer devant son opposant âgé dans un discours dans lequel il lui demandait comment il oserait se présenter devant Dieu avec autant de sang sur les mains ; le monarque bulgare ne trouva rien à répondre,. Selon l’historien Mark Whittow, il ne s’agirait là que d’un discours fabriqué de toutes pièces et rédigé après les évènements. Aucun rapport des discussions n’est parvenu jusqu’à nous ; seule subsiste une anecdote selon laquelle alors que les deux empereurs allaient se séparer, deux aigles apparurent dans le ciel qui, après s’être rencontrés, se séparèrent, l’un se dirigeant au nord vers la Thrace, l’autre vers Constantinople. Ceci fut interprété comme un mauvais augure prophétisant le sort attendant les deux souverains. On pourrait toutefois voir dans cette anecdote une reconnaissance voilée du fait que Romain aurait alors reconnu à la fois le titre impérial de Siméon et l’égalité de statut entre les deux empereurs. Romain Ier ne devait jamais ratifier l’accord qui aurait été conclu et les divergences d’opinion entre les deux parties ne furent pas résolues. Dans une lettre envoyée à Siméon en 925, l’empereur byzantin reprochait à son collègue d’utiliser le titre d’ « empereur des Bulgares et des Romains » et exigeait le retour des forteresses conquises par ce dernier en Thrace,.
En 926, les Bulgares envoyèrent une armée envahir le royaume de Croatie afin de préparer une nouvelle offensive contre Constantinople. Siméon Ier voyait dans l’État croate un ennemi parce que le roi Tomislav (r. 910-928) était non seulement un allié de Byzance, mais encore donnait refuge à ses ennemis. Les armées bulgares envahirent le territoire croate, mais subirent une défaite aux mains de leurs ennemis ,. La paix fut rapidement rétablie grâce à la médiation du pape, mais ceci n’empêcha pas Siméon de préparer un nouvel assaut sur la capitale byzantine. En effet, les Bulgares ne sortaient pas trop affaiblis de ce dernier conflit, une petite partie seulement de leur armée ayant été vue fuyant les Croates, et le souverain bulgare était convaincu que Tomislav respecterait les termes de l’entente. Toutefois, tout comme cela avait été le cas de son prédécesseur Krum, Siméon Ier mourut à l’âge de soixante-trois ans, le 27 mai 927, alors qu’il préparait une nouvelle expédition contre Constantinople.

## Le traité de paix

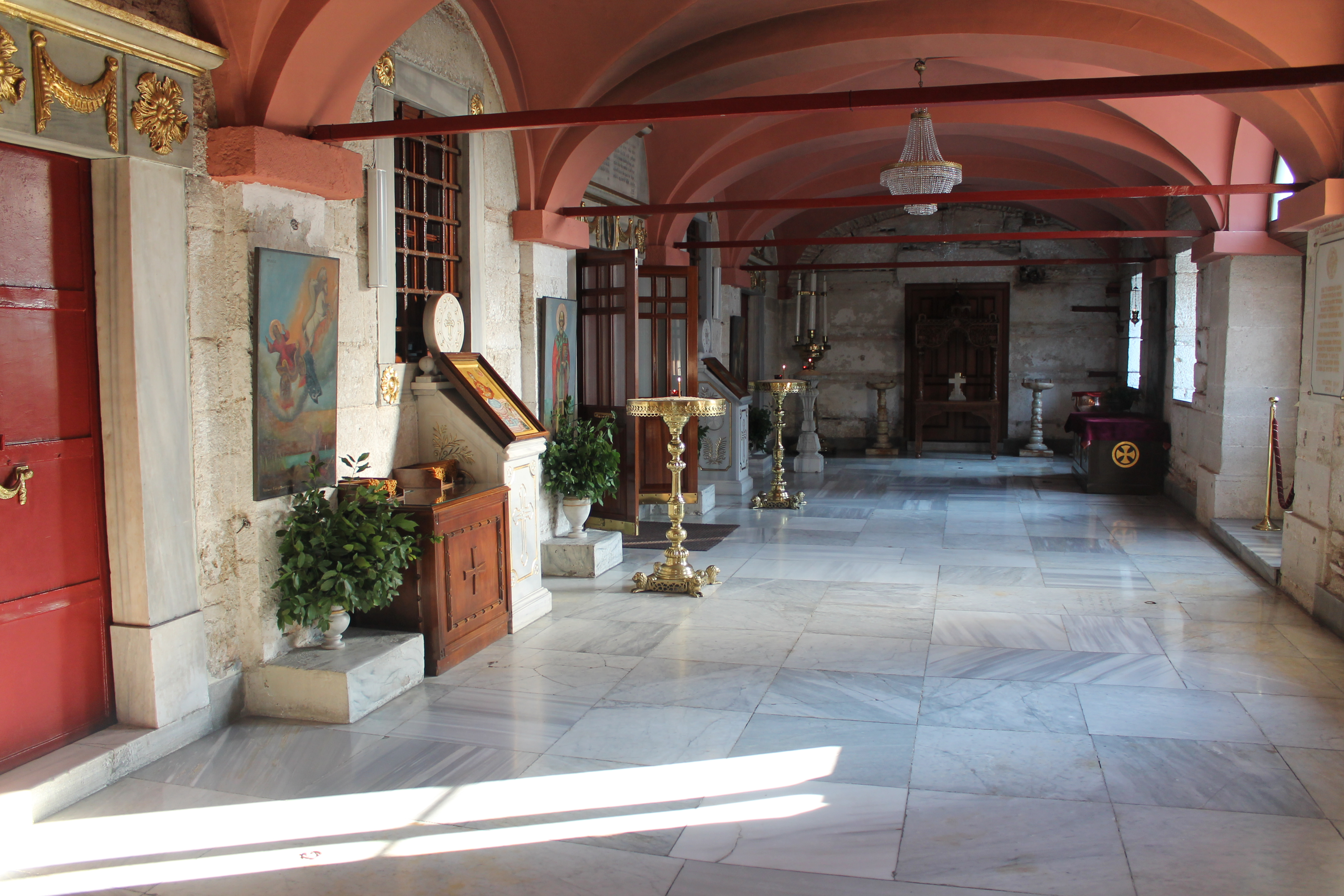
Intérieur de l’église de Sainte-Marie-de-la-Source telle qu’elle existe aujourd’hui.

Le successeur de Siméon Ier fut son deuxième fils Pierre Ier, alors mineur. la régence fut exercée par son oncle maternel Georges Sursuvul. Dès son accession au trône, Pierre et le régent Georges lancèrent une offensive en Thrace byzantine rasant les forteresses déjà conquises par les forces bulgares . Il s’agissait essentiellement d’une démonstration de force destinée à renforcer la position bulgare lors des négociations de paix ,,. Les deux parties commencèrent les négociations à Messembria; celles-ci se poursuivirent à Constantinople jusqu’à l’obtention d’un accord final. Pierre Ier vint alors à Constantinople où il fut reçu par Romain Ier.  Le traité de paix fut signé au palais des Blachernes et fut scellé par une promesse d’union entre Pierre et la petite-fille de Romain, Marie Lécapène, laquelle fut renommée Irène qui signifie « paix »,. Le mariage officiel fut célébré le 8 octobre 927 dans l’église Sainte-Marie-de-la-Source, la même église que Siméon Ier avait incendiée quelques années auparavant et qui avait été reconstruite entretemps.
Selon les termes de ce traité, les Byzantins reconnaissaient officiellement le titre impérial du monarque bulgare, mais insistaient sur le fait que l’empereur de Bulgarie se reconnaissait « fils spirituel » de l’empereur byzantin. Quoi qu’il en soit de la formulation officielle, le titre du souverain bulgare était dorénavant l’égal de celui du souverain byzantin,. L’Église orthodoxe bulgare se voyait reconnue comme patriarcat indépendant, prenant ainsi place aux côtés des patriarcats de Constantinople, d’Alexandrie, d’Antioche et de Jérusalem et devenait la première Église « nationale » orthodoxe. L’accord incluait également un échange de prisonniers et le paiement par les Byzantins d’un tribut annuel à l’Empire bulgare,. Le traité rétablissait pratiquement les frontières de 914 : les Bulgares rendaient la plupart des conquêtes de Siméon Ier en Thrace, en Thessalie et dans l’Hellade et gardaient le contrôle d’une grande partie de la Macédoine et de la plus grande partie de l’Épire. Pierre Ier réussissait ainsi à atteindre tous les objectifs visés par son père à l’exception de Constantinople.

## Les suites

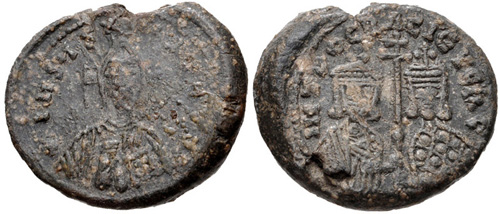
Sceau de Pierre Ier et de son épouse Marie (Irène) Lécapène.

Deux des trois frères de Pierre Ier devaient se révolter au début de son règne : Jean en 928 et Michel en 930, mais ces révoltes furent rapidement mâtées. La suite de son règne devait être paisible et inaugurer un âge d’or marqué par la stabilité politique, le développement économique et l’épanouissement culturel,. Un traité rédigé par Cosmas le prêtre, ecclésiastique et écrivain bulgare, décrit l’élite bulgare comme riche, avide de livres et bâtisseuse de monastères; ce qui reste de Preslav, Kostur et autres villes de l’époque confirme l’image d’une Bulgarie au Xe siècle prospère et paisible,. Le pouvoir de la noblesse terrienne et du haut-clergé s’accrut de façon significative, au détriment de la classe paysanne et causa des frictions sociales. Cosmas le prêtre dénonce la cupidité, la gloutonnerie et le manque d’empathie des abbés et évêques envers leurs fidèles. C’est dans ce contexte que devait surgir au cours du règne l’hérésie bogomile, une secte qui se répandit au cours des décennies suivantes dans l’Empire byzantin, dans l’Italie du nord et dans le sud de la France (où ils furent connus sous le nom de Cathares). Toutefois, la position stratégique de la Bulgarie demeurait difficile. Elle était en effet entourée de voisins remuants : Magyars au nord-ouest, Petchenègues et Russes kiéviens au nord-est, ainsi que l’Empire byzantin au sud, lequel en dépit de la paix demeurait un adversaire potentiel.
Ce traité de paix permit par ailleurs à l’Empire byzantin de concentrer ses ressources sur le califat abbasside à l’est, alors en plein déclin. Jean Kourkouas, général byzantin de grand talent, parvint à renverser le cours des guerres entre Byzance et les Arabes, remportant d’importantes victoires sur les musulmans. En 944, les Byzantins avaient déjà ravagé les villes d’Amida, de Dara et de Nisibis sur le moyen-Euphrate et assiégé Édesse. Ces succès se poursuivirent sous la conduite de Nicéphore Phokas qui régnera de 963 à 969 reconquérant la Crète en 961 et certains territoires d’Asie Mineure,. Cette confiance retrouvée convainquit Nicéphore Phokas de refuser en 965 le paiement du tribut consenti à la Bulgarie ,. Survint alors l’invasion de la Bulgarie par la Russie kiévienne de  968 à 971, laquelle  provoqua la ruine temporaire de l’État bulgare et une funeste guerre qui dura près de cinquante ans et se termina par la conquête de l’Empire bulgare par les Byzantins en 1018.